# 新灰姑娘2
《新灰姑娘2》是2022年10月1日上映的中国大陆国产动画片，它是電影《新灰姑娘》的續集。该片票房为2817万。該電影由Alice Blehart执导，講述的是灰姑娘艾拉的故事。